# Ghiacciaio Crono
Il ghiacciaio Crono (in inglese Crono Glacier) è un ghiacciaio lungo circa 10,2 km e largo 5,1, situato sulla costa di Bowman, nella parte sud-orientale della Terra di Graham, in Antartide. Il ghiacciaio, il cui punto più alto si trova a circa 245 m s.l.m., fluisce in direzione nord-ovest fino ad entrare nell'insenatura di Bowman, tra le scogliere Calypso e punta Crabeater, andando così ad alimentare quello che rimane della piattaforma di ghiaccio Larsen C.

## Storia
Il ghiacciaio Crono fu fotografato il 22 dicembre 1947 durante una ricognizione aerea effettuata nel corso della spedizione antartica condotta nel 1947-48 al comando di Finn Rønne, e infine nel dicembre 1958 una spedizione del British Antarctic Survey, che all'epoca si chiamava ancora Falkland Islands and Dependencies Survey (FIDS), lo esplorò via terra e lo mappò interamente. Il ghiacciaio fu poi battezzato dal Comitato britannico per i toponimi antartici in onore di Crono, il dio dell'agricoltura nella mitologia greca.